# Jean-Claude Larchet
Jean-Claude Larchet (* 9. srpna 1949) je pravoslavný teolog a filosof francouzského původu, jeden z nejvýznačnějších patrologů současnosti.

## Život
Narodil se ve Francii do katolické rodiny. Postupně získal doktoráty z filosofie (1987) a teologie (1994) na Univerzitě ve Štrasburku. Během studií se začal zajímat o řeckou patristiku a její současné komentátory (zejména Vladimira Losského). Příklon k východnímu křesťanství ho přivedl do pravoslavné církve. Jeho duchovním otcem se stal Sergij Čevič (Serge Chevitch, 1904–1987).

## Působení
Během let 1973–1979 se setkal s řadou významných pravoslavných duchovních autorit, mj. archimandritou Justinem Popovičem (1894–1979), archimandritou Sofronijem Sacharovem (1896–1993) a žáky athoského starce Josefa Hesychasty (zem. 1959). J.-C. Larchet vyučoval po dobu 30 let patristiku a teologii v mnoha zemích, mj. v Argentině, Belgii, Bulharsku, Kanadě, na Kypru, ve Francii, Velké Británii, Gruzii, Řecku, Itálii, Libanonu, Polsku, Rumunsku, Rusku, Srbsku či na Slovensku.
Ve svých knihách Larchet kombinuje vědeckou akribii a poctivost se smyslem pro poselství ortodoxního křesťanství a směřování pravoslavné církve. Je autorem 31 knih, 150 článků a přibližně 700 recenzí, přeložených do 18 jazyků.

## Publikace

### Antropologie
- Thérapeutique des maladies spirituelles (1991, 5. vyd. 2007) ISBN 2204055301
- Théologie de la maladie (1991, 3. vyd. 2001) ISBN 2204042900
- Thérapeutique des maladies mentales. L’expérience de l’Orient chrétien des premiers siècles (1992, 3. vyd. 2008) ISBN 2204045187
- Dieu ne veut pas la souffrance des hommes (1999, 2. vyd. 2008) ISBN 2204086029
- La Vie après la mort selon la Tradition orthodoxe (2001, 2. vyd. 2008) ISBN 220406713X
- Le Chrétien devant la maladie, la souffrance et la mort (2002) ISBN 2204070947
- L’Inconscient spirituel (2005) ISBN 2204077879
- Théologie du corps (2009) ISBN 2204090026
- Malades des nouveaux médias (2016) ISBN 2204114863
- Petite théologie pour les temps de pandémie (2020) ISBN 2940628815

### Bioetika
- Pour une éthique de la procréation. Éléments d’anthropologie patristique (1998) ISBN 2204058580
- Une fin paisible, sans douleur, sans honte... (2010) ISBN 2204091278

### Spiritualita
- Variations sur la charité (2007) ISBN 2204084751

### Dogmatika
- Théologie des énergies divines (2010) ISBN 2204090085
- Personne et nature (2011) ISBN 2204096237

### Ikonologie
- L’Iconographe et l’artiste (2008) ISBN 220408476X

### Byzantští autoři
- La Vie et l’œuvre théologique de Grégoire II de Chypre (1241-1290), patriarche de Constantinople (2012) ISBN 2204097152
- Introduction to Grégoire Palamas, Traités démonstratifs sur la procession du Saint-Esprit (2017) ISBN 2204116831

Třísvazkové dílo o myšlení sv. Maxima Vyznavače dnes patří mezi patristickou klasiku:
- La Divinisation de l’homme selon saint Maxime le Confesseur (1996) ISBN 2204052493
- Maxime le Confesseur, médiateur entre l’Orient et l’Occident (1998) ISBN 2204059498
- Saint Maxime le Confesseur (580-662) (2003) ISBN 2204071560

### Současní světci a starci
- Saint Silouane de l’Athos (2001, 2. vyd. 2004) ISBN 2204065439
- Le Starets Serge (2004) ISBN 2204076244
- Le Patriarche Paul de Serbie. Un saint de notre temps (2014) ISBN 2825144231
- Saint Gabriel, fol-en-Christ de Géorgie (2015) ISBN 2825145505
- Mont Athos. Carnets 1974-2015 (2022) ISBN 9782940701070

### Eklesiologie
- L’Église, corps du Christ, I, Nature et structure (2012) ISBN 2204096245
- L’Église, corps du Christ, II, Les relations entre les Églises (2012) ISBN 2204097721
- La Vie sacramentelle (2014) ISBN 2204102822
- La Vie liturgique (2016) ISBN 2204106208
- "En suivant les Pères..." La vie et l'œuvre du Père Georges Florovsky (2019) ISBN 2940628432

### Ekologie
- Les fondements spirituels de la crise écologique (2018) ISBN 2940523894
- Les animaux dans la spiritualité orthodoxe (2018) ISBN 294052386X

### Překlady do češtiny
- Jean-Claude Larchet – John Meyendorff – Hugo Rahner – František Dvorník – Giacomo Morandi, Tradice Východu a Západu v dialogu. Specifikace interkulturního a ekumenického dialogu, Refugium Velehrad-Roma 2015.

### Překlady do angličtiny
- The Theology of Illness (2002)
- Mental Disorders and Spiritual Healing (2005)
- Therapy of Spiritual Illnesses (2012)
- Life after death according to the Orthodox Tradition (2012)
- Elder Sergei of Vanves: Life and Teachings (2012)
- Theology of the Body (2017)
- The New Media Epidemic. The Undermining of Society, Family and Our Own Soul (2019)
- The Spiritual Unconscious (2020)
- The Spiritual Roots of the Ecological Crisis (2022)

### Překlady do ruštiny
- Преподобный Максим Исповедник – посредник между Востоком и Западом. Вст. ст. А.И. Сидорова. Мoskva, Сретенский монастырь, 2004.
- Старец Сергий. Мoskva, Православный Свято-Тихоновский гуманитарный университет, Moskva, 2006.
- Исцеление психических болезней : опыт христианскаго востока первых веков. Мoskva, Сретенский монастырь, 2007. Druhé vydání — Мoskva, Сретенский монастырь, 2008. Třetí vydání — Мoskva, Сретенский монастырь, 2011.
- Бог не хочет страдания людей. Мoskva, Паломник, 2014.
- Преподобный Силуан Афонский. Moskva, Православный Свято-Тихоновский гуманитарный университет, 2015.
- Патриарх Павел. Святой наших дней. Мoskva, Сретенский монастырь, 2015.
- Болезнь в свете православного вероучения. Мoskva, Сретенский монастырь, 2016.
- Жизнь после смерти согласно Православной Традиции. Мoskva, Сретенский монастырь, 2017.
- Исцеление духовных болезней. Введение в аскетическую традицию Православной Церкви. Сергиев Посад, Московская духовная академия, 2018.
- Лицо и природа. Православная критика персоналистских теорий Христоса Яннараса и Иоанна Зизиуласа. Мoskva, Паломник, 2020.
- Человеческое тело в свете православного вероучения. Мoskva, Сретенский монастырь, 2021.
- Что такое богословие ? Методология православного богословия в его практике и преподавании. Мoskva, Паломник, 2021.
- Духовное бессознательное. Православная концепция бессознательного и ее применение в лечении психических и духовных недугов. Мoskva, Сретенский монастырь, 2021.